# Théodose Monomaque
Théodose Monomaque (en grec : Θεοδόσιος Μονομάχος) est un noble byzantin et neveu de l'empereur Constantin IX Monomaque au XIe siècle. A la mort de Théodora, l'impératrice qui succède à Constantin, Théodose Monomaque tente de s'emparer du trône au détriment de Michel VI Bringas mais il échoue, privé de tout soutien populaire et est contraint à l'exil.

## Biographie
Théodose est le petit-fils d'un autre Théodose Monomaque, un important bureaucrate sous Basile II et Constantin VIII. Neveu de l'empereur Constantin IX, il préside le Sénat byzantin en 1056, un des postes les plus élevés pour un membre de l'aristocratie impériale.
Constantin IX meurt le 11 janvier 1055, sans héritier légitime. Alors qu'il agonise, il est convaincu par ses conseillers de passer outre aux droits de l'impératrice Théodora et de transmettre la couronne au duc de Bulgarie, Nicéphore Proteuon. Néanmoins, Théodora parvient à s'imposer et affirme son autorité. Elle sort de sa retraite, réunit le Sénat et est proclamée comme basilissa par la garde impériale, juste après la mort de Constantin IX. Théodora est encore en bonne santé malgré ses soixante-seize ans. Le patriarche Michel Cérulaire estime qu'elle devrait se trouver un mari pour consolider sa position mais Théodora refuse un mariage de circonstance ou de nommer un successeur. Elle tombe gravement malade, le 31 août, ses conseilles choisissent Michel VI Bringas, un fonctionnaire, comme nouvel empereur. Selon Michel Psellos, sa qualité principale serait d'être le moins qualifié pour gouverner et donc qu'il est influençable. Théodora, incapable de parler, aurait acquiescé de la tête mais le patriarche refuse d'accorder du crédit à ce signe. 
Quand Théodose apprend l'agonie de Théodora, il estime qu'il est le mieux placé pour lui succéder. Devant l'impasse de cette succession sans héritier, il tente de prendre les devants. Il arme ses domestiques et ouvre les prisons, une pratique courante en cas de prise du pouvoir, pour s'appuyer sur des prisonniers. Aidé de son fils, il rallie une petite foule et marche à travers Constantinople jusqu'au Grand Palais. Avec ses partisans, il espère placer le gouvernement impérial devant un fait accompli, tout comme Théodora un an plus tôt. Toutefois, dès qu'elle est informée, la garde varangienne se positionne pour l'arrêter. Renforcée d'un groupe de marins venus du port, cette troupe est suffisamment nombreuse pour empêcher la prise du pouvoir par Théodose Monomaque. Ce dernier préfère se retirer et se diriger vers la basilique Sainte-Sophie, dans l'espoir d'y trouver le soutien du patriarche. 
Toutefois, quand il arrive, nombre de ses partisans ont déjà fait déection et certains commencent à commettre des violences. Inquiet, le patriarche fait barricader la basilique et se précipite au Palais où Michel Bringas est couronné comme Michel VI, tandis que Théodora meurt peu après. Théodose et son fils, assis sur les marches de Sainte-Sophie, sont arrêtés. L'aspect assez pathétique de cette arrestation, alors que Théodose est abandonné de tous, transforme la trahison en une simple péripétie sans importance et les deux hommes sont bannis à Pergame. En outre, la popularité du nouvel empereur entraîne des moqueries croissantes à l'encontre de Théodose et son coup d'état manqué. Il est déconsidéré et connu comme « Monomaque l'abruti ». 

## Sources
- (en) Anthony Kaldellis, The Byzantine Republic, People and Power in New Rome, Londres, Harvard University Press, 2015, 290 p. (ISBN 978-0-674-36540-7, lire en ligne)
- (en) Alexander Kazhdan (dir.), Oxford Dictionary of Byzantium, New York et Oxford, Oxford University Press, 1991, 1re éd., 3 tom. (ISBN 978-0-19-504652-6 et 0-19-504652-8, LCCN 90023208)